# 彭健吾
彭徤吾（1552年—？），字象玄，號乾陽，河南歸德府夏邑縣人，民籍，明朝政治人物。

## 生平
萬曆元年（1573年）癸酉科河南鄉試第四十三名，萬曆十一年（1583年）癸未科會試第九十名，登三甲第二百名進士。工部觀政，次年授山东汶上知县，丁憂，十六年復除陕西涇陽縣，二十年改任真定府學教授，本年降山西按察司照磨，二十二年升祁阳知县。

## 家族
曾祖彭悠久，號久塘，弘治年间自江西廬陵縣徙居河南夏邑。祖父彭中美，字日章，號河洲，嘉靖乙酉河南鄉試第一名舉人。父彭好古（1518年-1570年），字子述，號慕州，嘉靖十六年丁酉舉人，官真定府新城、西安府同官二知县，有八子：从吾、健吾、淑吾、徵吾、行吾、端吾、七贤、八士，號為老八門。母范氏。慈侍下。兄從吾。弟淑吾（儒士）、存吾、徵仕吾、佑吾、行吾、彭端吾，万历二十九年進士、七贤、修吾、八士、仰吾、佐吾、彭亨。